# Barzan (Charente-Maritime)
Barzan település Franciaországban, Charente-Maritime megyében. Lakosainak száma 470 fő (2022. január 1.). Barzan Arces, Chenac-Saint-Seurin-d’Uzet, Épargnes, Talmont-sur-Gironde, Saint-Vivien-de-Médoc és Jau-Dignac-et-Loirac községekkel határos.

## Népesség
A település népességének változása:
| Lakosok száma | 378  | 371  | 410  | 449  | 469  | 471  | 470  | 463  | 459  | 470  |
|               | 1968 | 1982 | 1990 | 2006 | 2013 | 2015 | 2017 | 2019 | 2020 | 2022 |